# Daniel Schmidt (futebolista)
Daniel Schmidt (Illinois, 3 de fevereiro de 1992) é um futebolista japonês nascido nos Estados Unidos que atua como goleiro. Atualmente joga pelo Nagoya Grampus.

## Carreira
Daniel Schmidt começou a carreira no Vegalta Sendai.